# Dystasia sibuyana
Dystasia sibuyana là một loài bọ cánh cứng trong họ Cerambycidae.